# Чунегово
Чунегово — деревня в Зубцовском районе Тверской области. Входит в состав Вазузского сельского поселения.

## География
Находится в южной части Тверской области на расстоянии приблизительно 8 км на юг-юго-запад от районного центра города Зубцов на правом берегу Вазузы.

## История
В 1859 году здесь (сельцо Зубцовского уезда Тверской губернии) был учтен 1 двор, в 1941—14.

## Население
Численность населения: 7 человек (1859 год), 8 (русские 100 %) в 2002 году, 1 в 2010.